# Tupelogewächse
Die Tupelogewächse (Nyssaceae) sind eine Pflanzenfamilie innerhalb der Ordnung der Hartriegelartigen (Cornales). Es liegt ein disjunktes Areal vor: in Nordamerika und in Südostasien.

## Beschreibung

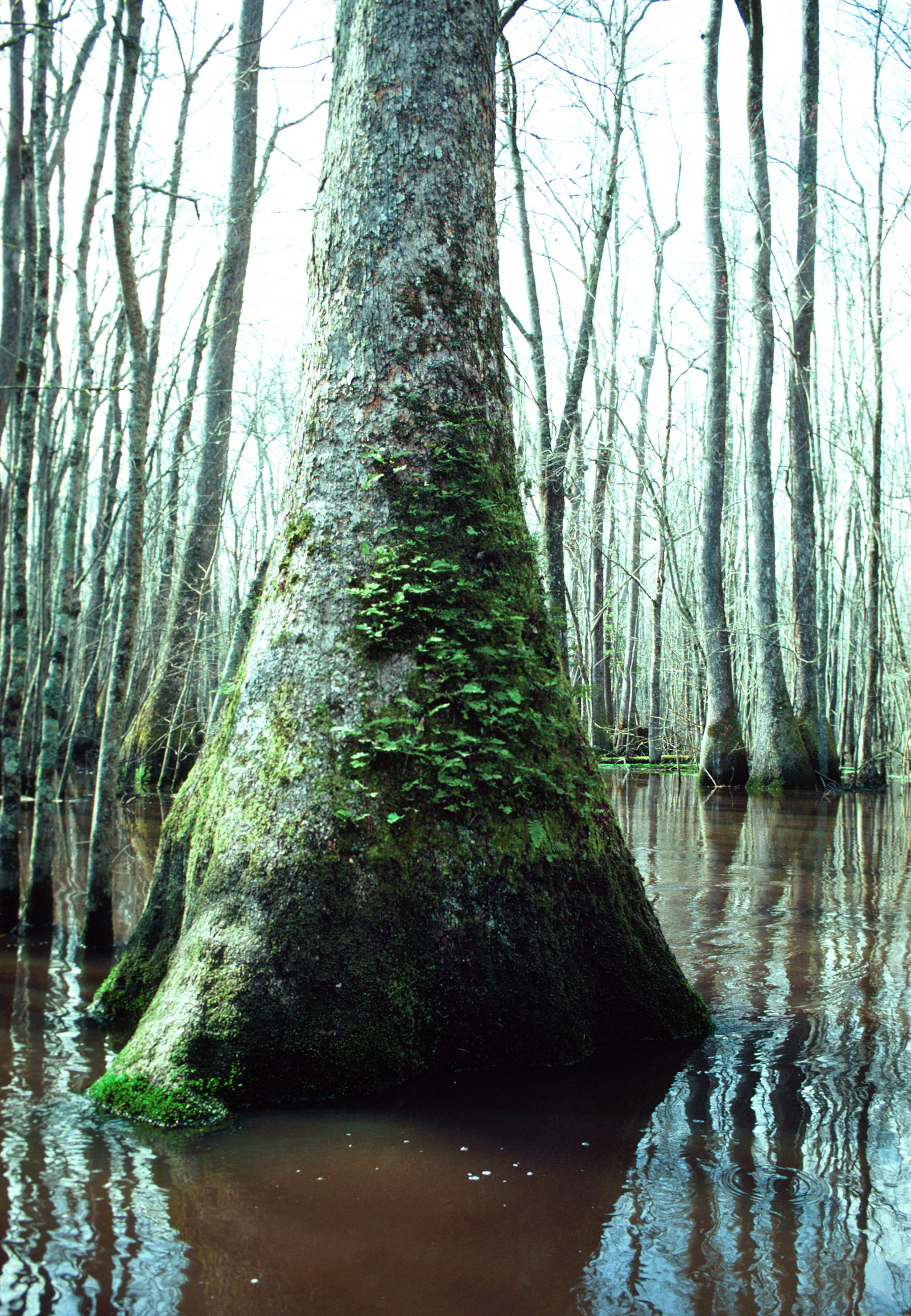
Nyssa aquatica im Sumpf

### Vegetative Merkmale
Die Arten der Nyssaceae sind immer verholzende Pflanzen und wachsen meist als immergrüne Bäume oder Sträucher.
Die wechselständig an den Zweigen angeordneten Laubblätter sind in Blattstiel und Blattspreite gegliedert. Die einfache Blattspreite ist ganzrandig oder gezähnt. Oft sind Domatien vorhanden. Nebenblätter fehlen.

### Generative Merkmale
Die Blüten stehen einzeln oder in traubigen, kopfigen oder doldigen Blütenständen zusammen.
Die meist eingeschlechtigen Blüten sind meist radiärsymmetrisch bis manchmal etwas zygomorph. Es sind meist zwei, selten drei Blütenhüllblattkreise mit je fünf Blütenhüllblättern vorhanden, die alle gleich bis deutlich verschieden sein können. In männlichen und zwittrigen Blüten sind meist zwei oder selten drei Kreise vorhanden mit jeweils meist fünf Staubblättern.

## Systematik
Die Familie Nyssaceae wurde durch Antoine-Laurent de Jussieu in Barthélemy Charles Joseph Dumortier aufgestellt. Sie sind nahe mit der Familie Hartriegelgewächse (Cornaceae) verwandt, denen sie oft auch zugeordnet werden.
Nach Angiosperm Phylogeny Group APG III wurden die Arten der Familie Nyssaceae in die Familie Cornaceae in einer Unterfamilie Nyssoideae Arnott eingegliedert ist: Nach APG IV wird sie aber wieder als eigene Familie angesehen und enthält die Arten der früheren Familien Camptothecaceae, Davidiaceae und Mastixiaceae.
In der Familie Nyssaceae gibt es zwei bis fünf Gattungen mit 15 bis über 30 Arten:
- Camptotheca Decne.: Sie enthält nur zwei bis drei Arten in China:[5]
  - Camptotheca  acuminata Decne.: Sie kommt von Tibet bis ins südliche China vor.[6]
  - Camptotheca lowreyana S.Y.Li: Sie kommt im südlichen China vor.[6]
  - Camptotheca yunnanensis Dode: Sie kommt in China in Mengyang, Xishuangbanna und Yunnan vor. Nach WCSP ist Camptotheca yunnanensis ein Synonym von Camptotheca acuminata.[6]
- Davidia Baillon, wird gelegentlich als eigene Familie Davidiaceae geführt: Sie enthält nur eine Art:
  - Taschentuchbaum (Davidia involucrata Baill.): Er kommt im zentralen und südwestlichen China vor.[6]
- Diplopanax Hand.-Mazz. (wird bei manchen Autoren auch zusammen mit Mastixia als Mastixiaceae geführt): Sie enthält nur zwei Arten:[7]
  - Diplopanax stachyanthus Hand.-Mazz.: Sie kommt vom südlichen China bis zum nördlichen Vietnam vor.[6]
  - Diplopanax vietnamensis Aver. & T.H.Nguyên: Sie kommt in Vietnam vor.[6]
- Mastixia Blume (wird bei manchen Autoren auch zusammen mit Diplopanax als Mastixiaceae geführt): Die etwa 20 Arten sind vom südlichen China bis ins tropische Asien verbreitet.
- Tupelobäume (Nyssa Gronov. ex L., Syn.: Agathisanthes Blume, Ceratostachys Blume, Daphniphyllopsis Kurz, Streblina Raf., Tupelo Adans.): Von den etwa sieben Arten sind drei vom östlichen Kanada bis zu den südlichen USA, eine in Zentralamerika und drei vom östlichen Himalaya über China bis zum westlichen Malesien verbreitet.[6]